# عماشة في الأدغال (فلم)
عماشة في الأدغال هو فيلم مغامرات مصري من إخراج محمد سالم وبطولة محمد رضا، صفاء أبو السعود، فؤاد المهندس، نبيلة السيد، عبد السلام محمد، إبراهيم سعفان وسيد زيان، صدر الفيلم في 6 نوفمبر 1972.

## نبذه
يسافر عماشة الرابع عشر، وهو رجل ابن بلد اسمه عماشة عكاشة عماشة شعبان رمضان، إلى أدغال أفريقيا بحثًا عن كنز تركه عماشة الأول وذلك بصحبة عالم الآثار محروس، كما يصطحب عماشة مجموعة من صبيانه معه إلى أوغندا في رحلة ترفيهية سياحية، وتتوالى الأحداث.

## وصلات خارجية
- مقالات تستعمل روابط فنية بلا صلة مع ويكي بيانات